# 쥘리앵 포베르
쥘리앵 포베르(프랑스어: Julien Faubert, 1983년 8월 1일, 르아브르 ~)는 프랑스의 전 축구 선수로, 프랑스와 마르티니크 대표로 모두 출전한 경력이 있다. 그는 주로 우측 미드필더나 미드필더를 맡았다. 포베르는 프랑스의 칸에서 축구를 시작해 보르도로 이적했다. 2007년, 그는 잉글랜드로 건너가 웨스트햄 유나이티드의 일원이 되었다. 2009년에는 레알 마드리드에 단기간 임대로 활약한 후, 2009-10 시즌을 앞두고 웨스트햄 유나이티드에 복귀했다. 그는 프랑스 U-21 국가대표팀과 프랑스 대표로 출전해, 성인 대표팀 일원으로는 단 한 경기에 출전해 한 골을 기록했다. 2014년, 그는 마르티니크 대표로 국제 무대 신고식을 치렀다. 그가 프랑스 무대에서 활약하며 붙은 별칭은 테제베 (Le TGV) 혹은 고속 열차이다.

## 클럽 경력

### 칸과 보르도
르아브르 출신인 포베르는 1998년에 칸의 유소년부에 합류해 우측 수비수로 프로 무대에 첫 발을 디뎠으나, 안으로 공을 건네는데 두각을 나타낸 그는 우측 미드필더와 미드필더로 역할을 변경했다. 그는 2002-03 시즌에 칸의 1군으로 첫 시즌을 보냈다. 그는 선수단의 주축 선수로의 지위를 서서히 얻었고, 결국 다수의 리그 1 구단들의 눈도장을 받았다. 보르도가 2004년에 그를 영입했고, 그는 보르도에서 96경기를 출전했고, UEFA 챔피언스리그에 나가기도 했다.

### 웨스트햄 유나이티드

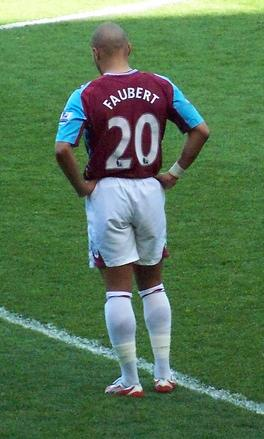
2008년 4월 26일, 웨스트햄 유나이티드의 포베르

2007년 6월 23일, 프랑스의 스포츠지 레퀴프는 포베르가 €6.5M(£4.3M)에 레인저스행이 임박했다고 보도했다. 그러나, 7월 1일, 그는 £6.1M에 웨스트햄 유나이티드와 5년 계약을 맺었다. 7월 17일, 그는 체코의 시그마 올로모우츠와의 시즌 전 친선경기 도중 아킬레스건이 파열되는 부상을 당했고, 전치 6달의 진단을 받았다. 복귀하기 전에, 포베르는 2008년 1월에 2군 소속으로 애스턴 빌라의 2군과 경기를 펼쳤다. 2008년 1월 12일, 그는 마침내 풀럼과의 불린 그라운드 안방 경기에서 망치 군단의 1군 신고식을 치렀다. 그의 잉글랜드 무대 첫 시즌은 잦은 부상으로 활동에 차질을 빚었고, 리그와 FA컵을 통틀어 8경기에 나서는데 그쳤다.

### 레알 마드리드 임대
2009년 1월 30일, 포베르는 레알 마드리드와 협상할 기회를 잡았고, 1월 31일에 이적을 마무리지었고, 그는 £1.5M에 2008-09 시즌이 끝날 때까지 임대로 이적하였고, 레알 마드리드는 비공개 이적료에 그와 3년 계약을 맺고 완전히 영입할 권한을 가져갔다. 2009년 2월 7일, 포베르는 1-0으로 이긴 라싱 산탄데르와의 경기에서 레알 마드리드 첫 경기를 치렀다. 그의 레알 마드리드 임대 생활은 참혹하기에 짝이 없었다. 그는 휴식일로 잘못 알고 훈련을 빠지기도 했으며, 레알 마드리드와 비야레알 간의 경기에서는 교체 대기석에서 조는 모습이 포착되었다. 그의 임대 기간은 2경기 출장에 그쳤다.

### 웨스트햄 유나이티드 복귀

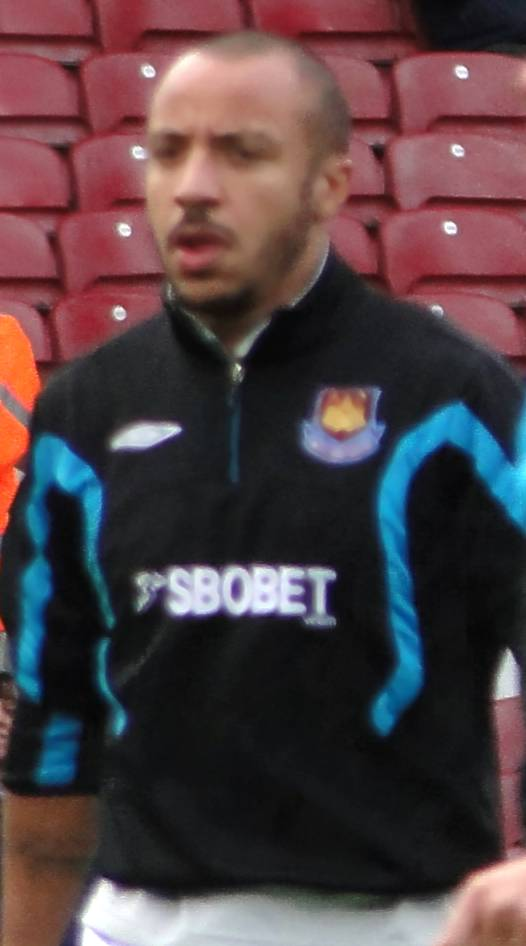
2009년 11월 8일, 에버턴과의 경기를 앞두고 몸을 푸는 포베르

포베르는 망치 군단을 울버햄프턴 원더러스와 밀월을 상대로 이기고 블랙번 로버스를 상대로 인상적인 무득점 무승부로 견인해 2009-10 시즌을 준수하게 시작했다. 2009-10 시즌에 들어 그의 상황이 역전되었다. 그는 수 차례 인상적인 활약을 펼쳤는데, 특히 후반기에 그의 활약이 도드라졌다. 그는 2-0으로 이긴 버밍엄 시티와의 경기에서 칼턴 콜에게 정확히 공을 배급해 추가골을 도왔다. 포베르는 50번째 클라르 파랑 군단의 리그 경기인 헐 시티와의 2010년 2월 20일자 경기에서 잉글랜드 무대 첫 골을 기록했다. 그는 같은 경기에서 도움도 기록했고, 그가 찔러준 공은 칼턴 콜이 잡아 정확히 목표물에 꽂혔다. 2010년 4월 4일, 그가 에버턴을 상대로 절묘하게 띄워준 공은 일랑이 동점골로 연결했다. 망치 군단은 그 와중에 부진의 수렁에 빠져 있었다. 포베르는 성공적인 시즌을 헐 시티와의 경기에서 보여준 승리를 견인하는 활약에 힘입어 '시즌의 활약'을 펼친 선수로 선정되었다. 그는 8월 SBOBET 이달의 선수로도 선정되었다.
포베르는 2010-11 시즌에 덜 인상적인 활약을 펼쳤다. 그는 시즌을 우측 미드필더로 시작했다가 우측 수비수로 회귀했다. 2011년 여름 이적시장 말일, 망치 군단은 블랙번 로버스의 측면 수비수 라르스 야콥센을 영입해 시즌 대부분 기간동안 중용했다. 1년이 저물면서, 포베르는 간간히 출전하는데 그쳤다. 그는 버밍엄 시티와의 경기에서 선수단에서 제외된 것을 알고 경기장을 떠나면서 선발로 출전할 기회를 날렸다. 포베르는 태어난지 얼마 안된 아들이 아파 병원으로 달려갔다고 해명했다. 그는 망치 군단 소속으로 그 시즌동안 더 출전하지 못했고, 그는 구단을 떠날 의사를 밝혔다.
2011-12 시즌을 앞두고, 포베르는 소속 구단이 챔피언십으로 강등되면서 구단을 떠날 것으로 예측되었다. 힘줄 문제로 시즌의 첫 두 경기에 결장한 그는 8월 16일에 왓퍼드와의 원정 경기에서 복귀전을 치렀다. 포베르는 72분에 교체로 들어가 스콧 파커의 골을 도와 4-0 완승에 마침표를 찍었다. 시즌 남은 기간동안, 그는 웨스트햄의 주전 우측 수비수로 활약했고, 웨스트햄의 승격에 큰 힘을 보탰다. 2012년 5월, 포베르는 계약 만료로 웨스트햄 유나이티드에서 방출되었다. 그는 웨스트햄 유나이티드 소속으로 총 124경기에 나서서 2골을 기록했다.

### 엘라지스포르
2012년 6월 27일, 포베르는 터키 쉬페르리그의 엘라지스포르와 3년 계약을 맺고 공식으로 입단했다.

### 보르도 복귀
2013년 1월 이적시장 말일, 엘라지스포르에서 방출된 포베르는 친정 구단 보르도와 2012-13 시즌 말까지 유효한 계약을 맺고 자유이적했다. 그는 등번호 18번이 이미 야로슬라프 플라실이 쓰고 있기 때문에 22번을 받았다. 이적을 앞두고, 포베르는 구단과 몸상태를 유지하기 위해 훈련에 동참할 수 있는지 문의했다. 포베르는 2-0으로 이긴 발랑시엔과의 경기에서 막판 교체로 복귀전을 치렀다. 2013년 12월 4일, 포베르는 갱강과의 경기에서 1-0 결승골을 넣었다.

### 킬마녹
2016년 2월, 세인트 존스톤과의 시험 훈련 이후, 포베르는 킬마녹과 2015-16 시즌 말까지 유효한 계약을 맺었다. 2016년 5월 23일, 계약이 만료된 그는 구단의 다른 5명의 선수와 함께 방출되었다.

### 인테르 투르쿠
2017년 1월 17일, 포베르는 핀란드 베이카우스리가의 FC 인테르 투르쿠와 1년 계약을 체결했다.

## 국가대표팀 경력
2006년 8월 16일, 포베르는 보스니아 헤르체고비나와의 경기에서 프랑스 국가대표팀 신고식을 치렀다. 그는 한 달 전에 은퇴한 지네딘 지단이 사용하던 등번호 10번을 단 프랑스 국가대표팀의 첫 선수가 되었다. 그는 첫 경기에서 막판에 결승골을 뽑아 프랑스의 2-1 승리를 견인했다. 그 후로, 프랑스 국가대표팀에 차출된 적이 없으나, 포베르는 자주 프랑스 국가대표로 국제 대회에 참가하고 싶다는 의사를 밝혔다.
2009년 12월 24일자 레퀴프지 인터뷰에서, 포베르는 집사람이 알제리인이라는 점으로 인해 알제리 축구 협회 (FAF) 로부터 알제리 대표로 출전할 의사를 제의받았다고 말했다. 그는 파란 군단 (Les Bleus) 차출이 좌절될 경우 고려해 보갰다고 대답했다고 밝혔다. 그러나, 이틀 후, 라바 사단 알제리 감독은 FAF가 포베르와 접촉했다는 증언을 부인했다.
2014년 10월, 포베르는 마르티니크 국가대표팀으로 첫 경기를 치렀다. 그가 치른 첫 경기는 퀴라소와의 2014년 카리브컵 예선 경기로, 포베르가 득점한 이 경기는 1-1 무승부로 끝났고, 이어지는 과들루프와 세인트빈센트 그레나딘과의 경기에서는 각각 2골씩 추가했다.

## 경력 통계

### 클럽
2016년 7월 11일 기준
| 클럽                 | 시즌      | 리그 | 리그 | 컵   | 컵 | 리그 컵 | 리그 컵 | 기타 | 기타 | 합계 | 합계 |
| 클럽                 | 시즌      | 출장 | 골   | 출장 | 골 | 출장    | 골      | 출장 | 골   | 출장 | 골   |
| -------------------- | --------- | ---- | ---- | ---- | -- | ------- | ------- | ---- | ---- | ---- | ---- |
| 보르도               | 2004–05   | 36   | 1    | 0    | 0  | 0       | 0       | 0    | 0    | 36   | 1    |
| 보르도               | 2005–06   | 33   | 5    | 0    | 0  | 0       | 0       | 0    | 0    | 33   | 5    |
| 보르도               | 2006–07   | 30   | 4    | 1    | 0  | 2       | 0       | 8    | 2    | 41   | 6    |
| 보르도               | 합계      | 99   | 10   | 1    | 0  | 2       | 0       | 8    | 2    | 110  | 12   |
| 웨스트햄 유나이티드  | 2007–08   | 7    | 0    | 1    | 0  | 0       | 0       | -    | -    | 8    | 0    |
| 웨스트햄 유나이티드  | 2008–09   | 20   | 0    | 2    | 0  | 2       | 0       | -    | -    | 24   | 0    |
| 웨스트햄 유나이티드  | 2009–10   | 33   | 1    | 1    | 0  | 2       | 0       | -    | -    | 36   | 1    |
| 웨스트햄 유나이티드  | 2010–11   | 9    | 0    | 1    | 0  | 6       | 0       | -    | -    | 16   | 0    |
| 웨스트햄 유나이티드  | 2011–12   | 20   | 1    | 0    | 0  | 1       | 0       | -    | -    | 21   | 1    |
| 웨스트햄 유나이티드  | 합계      | 89   | 2    | 5    | 0  | 10      | 0       | 0    | 0    | 104  | 2    |
| 레알 마드리드 (임대) | 2008–09   | 2    | 0    | 0    | 0  | -       | -       | 0    | 0    | 2    | 0    |
| 엘라지스포르         | 2012–13   | 16   | 1    | 0    | 0  | -       | -       | -    | -    | 16   | 1    |
| 보르도               | 2012–13   | 13   | 0    | 0    | 0  | 0       | 0       | 3    | 0    | 16   | 0    |
| 보르도               | 2013–14   | 22   | 3    | 2    | 0  | 1       | 0       | 4    | 0    | 29   | 3    |
| 보르도               | 2014–15   | 13   | 0    | 1    | 0  | 1       | 0       | 0    | 0    | 15   | 0    |
| 보르도               | 합계      | 48   | 3    | 3    | 0  | 2       | 0       | 7    | 0    | 60   | 3    |
| 킬마녹               | 2015–16   | 9    | 0    | 0    | 0  | 0       | 0       | 0    | 0    | 9    | 0    |
| 경력 합계            | 경력 합계 | 263  | 16   | 9    | 0  | 14      | 0       | 15   | 2    | 301  | 18   |

### 국가대표팀

#### 프랑스 국가대표팀 득점 기록
아래의 점수에서 왼쪽의 점수가 프랑스의 점수이다.
| #  | 날짜            | 경기장                                  | 상대                  | 점수 | 최종결과 | 대회     |
| -- | --------------- | --------------------------------------- | --------------------- | ---- | -------- | -------- |
| 1. | 2006년 8월 16일 | 아심 페르하토비치 하세 경기장, 사라예보 | 보스니아 헤르체고비나 | 2–1  | 2–1      | 친선경기 |

#### 마르티니크 국가대표팀 득점 기록
아래의 점수에서 왼쪽의 점수가 프랑스의 점수이다.
| #  | 날짜             | 경기장                     | 상대                  | 점수 | 최종결과            | 대회                 |
| -- | ---------------- | -------------------------- | --------------------- | ---- | ------------------- | -------------------- |
| 1. | 2014년 10월 8일  | 르네 세르주 나바조, 레자빔 | 퀴라소                | 1–0  | 1–1                 | 2014년 카리브컵 예선 |
| 2. | 2014년 10월 10일 | 르네 세르주 나바조, 레자빔 | 과들루프              | 1–0  | align="center"\|2–0 | 2014년 카리브컵 예선 |
| 3. | 2014년 10월 10일 | 르네 세르주 나바조, 레자빔 | 과들루프              | 2–0  | align="center"\|2–0 | 2014년 카리브컵 예선 |
| 4. | 2014년 10월 12일 | 르네 세르주 나바조, 레자빔 | 세인트빈센트 그레나딘 | 3–3  | align="center"\|4–3 | 2014년 카리브컵 예선 |
| 5. | 2014년 10월 12일 | 르네 세르주 나바조, 레자빔 | 세인트빈센트 그레나딘 | 4–3  | align="center"\|4–3 | 2014년 카리브컵 예선 |

## 사생활
포베르는 마르티니크 혈통으로 알제리 혈통의 집사람을 두고 있다. 그는 독실한 무슬림으로, 아내를 맞으면서 개종했다. 그는 문신 신봉자로 팔 앞쪽에 알라라고 새겨져 있다.

## 수상
보르도
- 쿠프 드 라 리그: 2006–07
- 쿠프 드 프랑스: 2012–13

웨스트햄 유나이티드
- 풋볼 리그 챔피언십: 2011–12 플레이오프 결승전